# Myiopharus subaeneus
Myiopharus subaeneus là một loài ruồi trong họ Tachinidae.